# Nathan Hosanski
Nathan Hosanski (geboren 17. Juni 1914 in Wasilków, Russisches Kaiserreich; gestorben August 1944 in Kaunas) war ein französischer Rabbiner und Widerstandskämpfer.

## Leben
Nathan Hosanski kam mit sechs Jahren mit seinen Eltern nach Mulhouse. Er besuchte von 1933 bis 1938 das jüdische Seminar in Paris. 1938 erhielt er die französische Staatsbürgerschaft und im Jahr 1939 wurde er Rabbiner in Reims.
Bei Ausbruch des Zweiten Weltkriegs wurde er zum Militärdienst eingezogen. Nach dem Waffenstillstand im Juni 1940 wirkte er als Rabbiner in Lons-le-Saunier bei der Betreuung der jüdischen Flüchtlinge aus dem von den Deutschen okkupierten Elsass. Im März 1943 wurde er zum Rabbiner in Toulouse bestellt, als der dortige Rabbiner Moïse Cassorla in den Untergrund gehen musste. Hosanski unterstützte Widerstandsaktionen und schloss sich der Union des juifs pour la résistance et l'entraide an. Von der Präfektur Toulouse wurde Hosanski am 23. Juni 1943 als Seelsorger in das Gefängnis Saint-Michel bestellt, als dort der Widerstandskämpfer Marcel Langer hingerichtet wurde. Hosanskis heimlich erstellter Bericht über die Hinrichtung Langers wurde in Widerstandskreisen verbreitet.
Als Hosanski sich im August 1943 weigerte, eine Liste der Gemeindemitglieder an die französische Miliz herauszugeben, die diese für die Auslieferung der Juden an die Deutschen brauchte, wurde seine Synagoge in Toulouse von der Miliz belagert. Im Dezember 1943 wurde ihm vom Präfekten untersagt, weiterhin Seelsorge für die Gefängnisinsassen zu betreiben. Schließlich wurde er im Januar 1944 verhaftet und in das Sammellager Drancy verschleppt. Hosanski wurde am 15. Mai 1944 mit dem Konvoi 73 mit Ziel Kaunas und Reval in den Osten deportiert, wo er im August 1944 ermordet wurde.
Hosanski wurde postum mit dem Croix de guerre mit Stern ausgezeichnet.